# 太阳能源
太阳能源（英語：SunPower，NASDAQ：SPWR）是美国一家设计及生产高效多晶硅太阳能电池、瓷砖和由斯坦福大学发明的多晶硅背触式光伏模組的企业。公司有66%的股份公开上市，以SPWR的名义在纳斯达克挂牌。太阳能源还是道琼斯石油及天然气指数的组成部分。

## 外部連結
- 官方网站 （英文）